# Het Vind
Het vind – debiutancki album szwedzkiej piosenkarki Marie Fredriksson, znanej z duetu Roxette, wydany w roku 1984. Płyta odniosła duży sukces, sprzedając się w ilości ponad 50 tysięcy egzemplarzy. Singel Ännu doftar kärlek był przebojem lata 1984 roku.

## Lista utworów
1. „Het vind” – 5:34
2. „Jag går min väg” – 3:52
3. „Ännu doftar kärlek” – 3:49
4. „(Du är en) vinnare” – 3:34
5. „Det blåser en vind” – 4:19
6. „Aldrig mer igen” – 4:37
7. „Tag detta hjärta” – 4:08
8. „Tusen ögon” – 3:44
9. „Vidare igen” – 3:26
10. „Jag ska ge allt” – 5:06
11. „Natt efter natt” (piosenka dodatkowa na płycie CD i strona B singla Het vind) – 4:17